# Karjala Cup 2004
Der Karjala Cup 2004 ist seit 1996 die 9. Austragung des in Finnland stattfindenden Eishockeyturniers. Es ist Teil der Euro Hockey Tour, bei welcher sich die Nationalmannschaften Finnlands, Schwedens, Russlands und Tschechiens messen.

## Spiele
| 11. November 2004 | Tschechien Pavel Rosa (24:42) Aleš Hemský (37:13) Radek Dvořák (58:47) | 3:0 (0:0, 2:0, 1:0) | Finnland | Helsinki Zuschauer: 7.574 |

| 11. November 2004 | Russland Alexander Owetschkin (39:01) | 1:2 (0:1, 1:0, 0:1) | Schweden Magnus Kahnberg (15:10) Henrik Zetterberg (43:12) | Linköping Zuschauer: 6.735 |

| 13. November 2004 | Finnland Petri Pakaslahti (1:58) Jarkko Ruutu (18:19) Ville Peltonen (28:18) Jussi Jokinen (59:21) | 4:3 (2:1, 1:1, 1:1) | Russland Ilja Kowaltschuk (12:40) Alexander Skugarew (29:33) Jewgeni Gladskich (47:15) | Helsinki |

| 13. November 2004 | Tschechien Radek Dvořák (27:11) Michal Mikeska (49:39) | 2:3 n. P. (0:1, 1:1, 1:0, 0:1) | Schweden Jonathan Hedström (5:10) Christian Bäckman (39:51) | Helsinki |

| 14. November 2004 | Schweden Henrik Zetterberg (2:38) Mathias Tjärnqvist (41:20) | 2:5 (1:2, 0:1, 1:2) | Finnland Petteri Nummelin (4:03) Tomi Kallio (17:24) Jussi Jokinen (31:32, 48:21, 59:27) | Helsinki |

| 14. November 2004 | Tschechien Marek Židlický (12:42) Radek Dvořák (37:57) Jiří Burger (58:08) | 3:6 (1:2, 1:3, 1:1) | Russland Alexander Skugarew (13:19) Alexei Simakow (17:07) Ilja Kowaltschuk (28:35) Alexander Skugarew (37:09) Alexei Kaigorodow (38:57) Ilja Kowaltschuk (59:47) | Helsinki |

## Tabelle
| Platz                                              | Mannschaft   | Spiele | S | S (OT) | N (OT) | N | T    | P |
| -------------------------------------------------- | ------------ | ------ | - | ------ | ------ | - | ---- | - |
| Gold                                               | Finnland     | 3      | 2 | 0      | 0      | 1 | 09:8 | 6 |
| Silber                                             | Schweden 1   | 3      | 1 | 1      | 0      | 1 | 07:8 | 4 |
| Bronze                                             | Tschechien 1 | 3      | 1 | 1      | 0      | 1 | 08:9 | 4 |
| 4.                                                 | Russland     | 3      | 1 | 0      | 0      | 2 | 10:9 | 3 |
| 1 Bei Punktgleichheit zählt der direkte Vergleich. |              |        |   |        |        |   |      |   |

## Beste Spieler
Die besten Spieler des Turniers waren Henrik Lundqvist (Torhüter) , Petteri Nummelin (Verteidiger)  und Ilja Kowaltschuk .

### Punktbeste Spieler
| Platz | Spieler              | Tore | Vorlagen | Punkte |
| ----- | -------------------- | ---- | -------- | ------ |
| 1.    | Jussi Jokinen        | 4    | 1        | 5      |
| 2.    | Ilja Kowaltschuk     | 3    | 2        | 5      |
| 2.    | Alexander Skugarew   | 3    | 2        | 5      |
| 4.    | Ville Peltonen       | 1    | 4        | 5      |
| 5.    | Alexei Simakow       | 1    | 3        | 4      |
| 6.    | Radek Dvořák         | 3    | 0        | 3      |
| 7.    | Henrik Zetterberg    | 2    | 1        | 3      |
| 8.    | Alexei Kaigorodow    | 1    | 2        | 3      |
| 9.    | Alexander Owetschkin | 1    | 2        | 3      |
| 10.   | Tomi Kallio          | 1    | 2        | 3      |

### All-Star-Team
Die Fachjournalisten wählten:
| Angriff:      | Pavel Rosa – Henrik Zetterberg – Ilja Kowaltschuk |
| Verteidigung: | Marek Židlický – Christian Bäckman                |
| Tor:          | Adam Svoboda                                      |

Für das 2. All-Star-Team wurden gewählt:
| Angriff:      | Tomi Kallio – Alexander Skugarew – Ville Peltonen |
| Verteidigung: | Petteri Nummelin – Aki-Petteri Berg               |
| Tor:          | Henrik Lundqvist                                  |